# Псарёва, Елизавета Николаевна
Елизавета Николаевна Псарёва (1894—1970) — советский учёный в области табаководства, доктор биологических наук (1966), лауреат Сталинской премии.
С 1917 года, после окончания института, — на агрономической работе на Украине (Ромны, Прилуки, Харьков (агроном-экономист Украинского союза семенной кооперации)) и в Наркомземе РСФСР.
С 1935 года старший научный сотрудник Всесоюзного научно-исследовательского института табака и махорки им. А. И. Микояна (Краснодар).
Автор 43 научных работ по вопросам морфологии, биологии и сортов табака, разработала классификацию табака.
Сочинения:
- Сорта табака Краснодарского края [Текст] / Е. Н. Псарева, канд. с.-х. наук. — Краснодар : Краев. кн-во, 1947 (типолит. изд-ва «Советская Кубань»). — 31 с. : ил.; 20 см.
- Описание промышленных сортов табака [Текст] / Е. Н. Псарева, А. С. Яковчук ; Упр. с.-х. пропаганды Краснодарск. краев. упр. сельского хозяйства. Всесоюз. науч.-исслед. ин-т табака и махорки им. А. И. Микояна «ВИТИМ». Трест «Краснодартабаксырье». — Краснодар : Сов. Кубань, 1952. — 28 с.; 20 см.

Член ВКП(б)/КПСС с 1939 г., избиралась делегатом ХІХ съезда КПСС, депутатом Верховного Совета РСФСР IV созыва, членом Советского Комитета Защиты Мира.
Сталинская премия 1951 года (вместе с Виктором Николаевичем Космодемьянским) — за выведение новых крупнолистных сортов табака.
Награждена двумя орденами «Знак Почета», двумя медалями.
Умерла после тяжелой и продолжительной болезни на 77-м году жизни.